# Rio Pro
Le Rio Pro est une manche du championnat du monde de surf qui se déroule chaque année dans l'État de Rio de Janeiro, au Brésil. La compétition est organisée généralement sur la plage de Barra da Tijuca à Rio de Janeiro ou plus récemment sur la plage d'Itaúna à Saquarema. La compétition a connu différentes appellations selon les années et les sponsors.

## Présentation
La compétition a lieu sur la plage de Barra da Tijuca, au niveau du poste de secourisme numéro 2, dans le Jardim Oceânico. Ce spot de surf est communément appelé « Postinho » par les cariocas. Il s'agit d'un beach-break offrant des vagues de 0,5 à 2 mètres de hauteur selon les conditions.
À partir de l'édition 2017, la compétition est organisée à Saquarema sur les spots d'Itaúna et Barrinha.

## Palmarès

### Palmarès complet
| Année                  | Vainqueur          | Score | Finaliste(s)     | Score(s) |
| ---------------------- | ------------------ | ----- | ---------------- | -------- |
| Rio Surf Pro           |                    |       |                  |          |
| 1995                   | Barton Lynch       | 29.00 | Sunny Garcia     | 15.83    |
| 1996                   | Taylor Knox        | 31.05 | Ross Williams    | 30.10    |
| 1997                   | Kelly Slater       | 25.50 | Mark Occhilupo   | 20.15    |
| Rio Marathon Surf      |                    |       |                  |          |
| 1998                   | Peterson Rosa      | 28.85 | Michael Campbell | 27.40    |
| 1999                   | Taj Burrow         | 24.10 | Shea Lopez       | 20.10    |
| Rio Surf International |                    |       |                  |          |
| 2000                   | Kalani Robb        | 19.40 | Taj Burrow       | 17.90    |
| 2001                   | Trent Munro        | 23.25 | Mark Occhilupo   | 13.75    |
| Billabong Rio Pro      |                    |       |                  |          |
| 2011                   | Adriano De Souza   | 15.63 | Taj Burrow       | 12.17    |
| 2012                   | John John Florence | 16.37 | Joel Parkinson   | 11.44    |
| 2013                   | Jordy Smith        | 17.80 | Adriano De Souza | 16.34    |
| 2014                   | Michel Bourez      | 13.84 | Kolohe Andino    | 10.93    |
| Oi Rio Pro             |                    |       |                  |          |
| 2015                   | Filipe Toledo      | 19.87 | Bede Durbidge    | 14.70    |
| 2016                   | John John Florence | 18.97 | Jack Freestone   | 16.13    |
| 2017                   | Adriano De Souza   | 17.63 | Adrian Buchan    | 17.23    |
| 2018                   | Filipe Toledo      | 17.10 | Wade Carmichael  | 8.00     |
| 2019                   | Filipe Toledo      | 18.04 | Jordy Smith      | 8.43     |

### Palmarès individuel
| Surfeur            | Pays           | Victoires | Finales | Total d'apparitions |
| ------------------ | -------------- | --------- | ------- | ------------------- |
| Filipe Toledo      | Brésil         | 3         | 0       | 3                   |
| Adriano de Souza   | Brésil         | 2         | 1       | 3                   |
| John John Florence | Hawaï          | 2         | 0       | 2                   |
| Taj Burrow         | Australie      | 1         | 2       | 3                   |
| Jordy Smith        | Afrique du Sud | 1         | 1       | 2                   |
| Mark Occhilupo     | Australie      | 0         | 2       | 2                   |

### Résultats par nation
| Nation              | Victoires | Finales | Total d'apparitions |
| ------------------- | --------- | ------- | ------------------- |
| Brésil              | 6         | 1       | 7                   |
| Australie           | 3         | 10      | 13                  |
| Hawaï               | 3         | 2       | 5                   |
| États-Unis          | 2         | 2       | 4                   |
| Afrique du Sud      | 1         | 1       | 2                   |
| Polynésie française | 1         | 0       | 1                   |
| Total               | 16        | 16      | 32                  |